# Аккудук (Карабалыкский район)
Аккудук (каз. Аққұдық) — село в Карабалыкском районе Костанайской области Казахстана. Входит в состав Новотроицкого сельского округа. Находится примерно в 45 км к западу от районного центра, посёлка Карабалык. Код КАТО — 395049200.
В 1 км к востоку находится озеро Кашыкбай.

## Население
В 1999 году население села составляло 229 человек (111 мужчин и 118 женщин). По данным переписи 2009 года, в селе проживали 163 человека (78 мужчин и 85 женщин).